# Chris Stein
Christopher Stein (5 de janeiro de 1950) é o co-fundador e guitarrista da  banda de  new wave Blondie. Ele também é produtor e performancer da trilha sonora clássica do filme de hip hop Wild Style e compositor da trilha sonora do filme Union City. Ele também é fotógrafo.